# Glenea univittata
Glenea univittata là một loài bọ cánh cứng trong họ Cerambycidae.